# 阿穆尔沁格勒图
阿穆尔沁格勒图（？—？），清末内扎萨克蒙古哲里木盟郭尔罗斯前旗（今吉林省前郭尔罗斯蒙古族自治县）人，清代及中华民国大陆时期蒙古族扎萨克喇嘛、政治人物。人称包三爷、三爷喇嘛。

## 生平
阿穆尔沁格勒图是郭尔罗斯前旗扎萨克辅国公齐默特色木丕勒的三叔。齐默特色木丕勒的祖父图普乌勒济图有四子三女：长子阿玛尔浩毕图因患精神病，未能袭辅国公位，乃由其子齐默特色木丕勒承袭；次子是阿拉街庙的前活佛；三子即阿穆尔沁格勒图；四子自幼被内蒙古归化城认定为博格都活佛。
清朝光绪年间，齐默特色木丕勒刚袭任扎萨克辅国公不久，正逢阿拉街庙的扎萨克喇嘛圆寂。据说齐默特色木丕勒为免旁系人士夺得宗教权，便亲自到北京见皇帝，花上万两银子获得光绪帝恩准，下旨准其三叔阿穆尔沁格勒图为郭尔罗斯前旗执政的扎萨克喇嘛。阿穆尔沁格勒图人称“包三爷”、“三爷喇嘛”。
阿穆尔沁格勒图就任扎萨克喇嘛后，作风专横，在藏传佛教界以及辅国公府（后来升为王府）内揽权。当时，齐默特色木丕勒年仅20多岁，管旗经验不足，遇大事请阿穆尔沁格勒图定夺，故郭尔罗斯前旗行政权落在阿穆尔沁格勒图的手中。阿穆尔沁格勒图乘机弄权，勾结军阀权贵，大量出售旗地，欺压民众。阿穆尔沁格勒图还常以齐默特色木丕勒的名义，携巨款到北京寓居，贿赂北京官员，挥霍享受，出入高级饭馆，听京剧。
1912年、1913年，阿穆尔沁格勒图先后参加两次东蒙王公会议。1925年，善后会议召开，阿穆尔沁格勒图为会员。1925年，阿穆尔沁格勒图出任临时参政院参政。
阿穆尔沁格勒图在郭尔罗斯前旗逝世，享年72岁。齐默特色木丕勒以王爷和晚辈的身份，在阿拉街庙为阿穆尔沁格勒图主持
了隆重的丧礼，全旗喇嘛诵经超度亡灵。此后清点其遗物时，发现仅王府内收藏的未穿过的衣服（不含袈裟）便有两千多件，貂皮及水獭大衣、绫罗绸缎、金表、珍珠宝石、玻璃马车等都有。